# 溝通式教學法
溝通式教學法（英文：Communicative Language Teaching，CLT）是一種教授第二語言或外語的教學法，此教學法強調「互動（interaction）」的重要性，是語言學習的工具，也是其終極目標。

## CLT的概要
CLT教學法著重於幫助學生如何在不同情境下使用目標語言並了解使用語言的功能用處。與聽說教學法（Audio-lingual Method）不同的是，CLT幫助學生創造有意義的語言，而非習得完美的文法結構或母語人士的口音，也就是說，學習外國語言的成功與否決定在於學習者溝通能力（communicative competence）的程度。（廣義的溝通能力指的是學習者應用文法和社會語言學的語言知識來達成溝通目的的能力。）
CLT經常被視為是教學理論，而非教學方法，因為其未規範詳細的課堂練習活動，只有許多概略的準則或特色。David Nunan（1991年）所定義的CLT特色受到多人的認可，其特色如下：
1. 注重經由互動而達到學習如何以目標語言溝通
2. 在學習情境中使用真實生活中的語料
3. 提供讓學生專注在語言及學習過程的機會
4. 學生的自我經驗成為課堂學習中相當重要的一環
5. 試著讓課堂學習和課堂外的語言使用情境結合

以上五個特色代表著CLT的推崇者對於學生的需求相當地感興趣，此外，他們也注重教室中教導的語言和教室外的語言的相互關係。在這樣的概略定義下，只要是任何能幫助學生發展在真實情境中使用的溝通能力的練習活動，都被視為合理且有助益的教學活動，因此下列課堂活動變得相當的普遍：讓學生合作並溝通的小組活動、培養學生信心的語言流暢度活動、讓學生練習和發展語言功能的角色扮演活動，以及明智地使用文法和發音為基礎的活動。

## CLT的教室活動
CLT的範例活動有：
- 角色扮演(Role-playing)
- 訪談(Interview)
- 訊息交換（Information Gap）
- 遊戲(Game)
- 語言交換(Language Exchange )
- 調查(Survey)
- 配對活動(Pair Working)
- 藉由教而學（Learning by teaching）

然而，並非所有的CLT課程都使用以上活動，有些課程仍舊會偶爾測驗學生的文法知識，或要求學生在家使用非溝通式的練習。